# ان‌جی‌سی ۷۳۳۲
ان‌جی‌سی ۷۳۳۲ یک کهکشان است.